# Sorkikápolna
Sorkikápolna község Vas vármegyében, a Szombathelyi járásban.

## Fekvése
A Gyöngyös-sík déli peremén, a Sorok-patak jobb partján fekszik, Szombathelytől 15 kilométerre délkeletre.
Főutcája a 8442-es út, ezen közelíthető meg a 87-es és a 86-os főutak felől is. Külterületeit érintik még a 8704-es és a 8705-ös utak is.
Keleti határszélén húzódik a Szombathely–Nagykanizsa-vasútvonal, melynek legközelebbi megállási pontja Sorkifalud megállóhely, alig másfél kilométerre keletre a község központjától.

## Története
1411-ben Kapolna néven említik először. Arról a Szent László tiszteletére emelt kápolnáról kaphatta nevét, amely 1301-ben a szomszédos Sorokpolány határában állott. 1418-ban Zalak faluval kapcsolatban "Poss. Kapolna alio nomine Zalak ac poss. Thothfalu al. nom. similiter Zalak" alakban szerepel írott forrásban, melyből kiderül, hogy a szomszédos Tótfaluval együtt gyakorlatilag Zalak faluval azonosították. A 15. században a Kápolnai és a Gersei Pető család birtoka volt. A 16. század közepén a Polányi család volt a birtokosa. 1549-ben tíz és fél, 1698-ben 88 porta után adózott. 1787-ben 20 házában 145 lakos élt.
Vályi András szerint "KÁPOLNÁSFALVA. Elegyes falu Vas Várm. földes Ura G. Niczky Uraság, lakosai katolikusok, határja sikos, földgye termékeny, réttye elég, fája, legelője, erdeje vagyon; piatzozása Kőszögön, és Szombathelyen."
Fényes Elek szerint "Kápolnásfalu, magyar falu, Vas vmegyében, a Sorok mellékén, ut. p. Szombathely, 120 kath., 80 ref. lak. jó buzát termő róna határral. Birja gr. Hugonnai Gusztáv."
Vas vármegye monográfiájában Sorki-Kápolna, magyar község a Sorok patak mentén, a Szombathelyről Nagy-Kanizsa-felé vezető vasútvonal mellett. Házszám 32, lélekszám 215, vallásuk r. kath., ág. ev. és ev. ref. Birtokosok az Erdődyek .
A hozzá tartozó Sorkitótfalut 1418-ban szintén a közeli Zalakkal összefüggésben említik Poss. Kapolna alio nomine Zalak ac poss. Thothfalu al. nom. similiter Zalak alakban. 1466-ban Poss. Thothfalu néven szerepel. A 15. században a Váti család birtoka volt. 1549-ben 18, 1698-ban 90 porta után adózott. 1787-ben 15 házában 156 lakos élt.

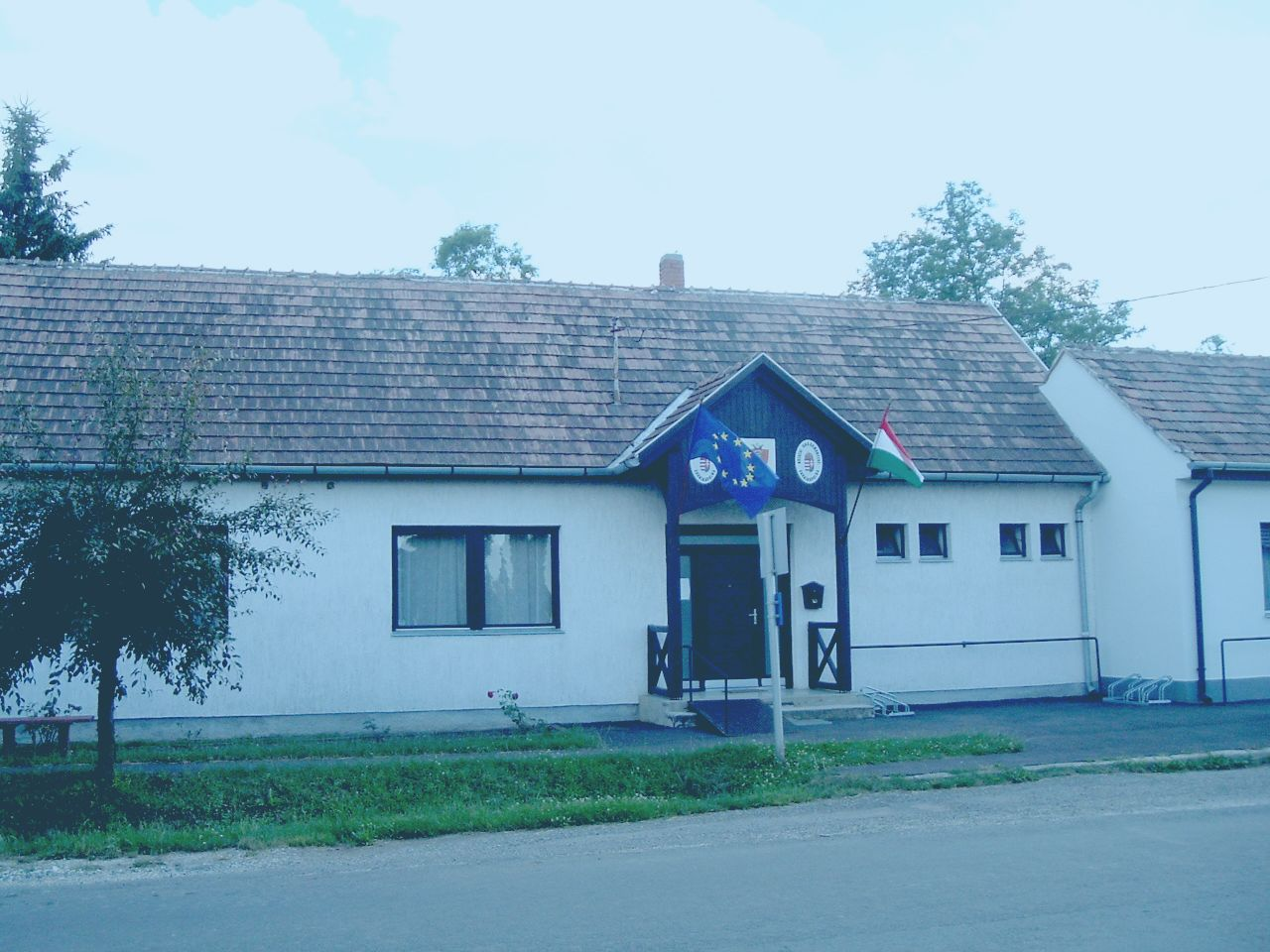
A polgármesteri hivatal

Fényes Elek szerint "Sorki-Tótfalu, magyar falu, Vas vmegyében, a Sorok mellett, 125 kath., 63 ref. lak. Határa egészen róna és termékeny. F. u. gr. Hugonnay, s Jellencsics család. Ut. p. Szombathely."
Vas vármegye monográfiájában Sorki-Tótfalu, magyar község a Sorok patak mellett. Házainak száma 33, lélekszám 274. Vallásuk r. kath., ág. ev. és ev. ref. Határában vezet el a Szombathelyről Kanizsa felé menő vasútvonal. Földesura a báró Mikos -család és Hugonnay gróf volt. Jelenlegi birtokosa gróf Szápáry László.
1910-ben 202 lakosa volt. Sorkikápolnát és Sorkitótfalut 1941-ben egyesítették.

A község régi tűzoltókocsija

Az önkormányzat címere: alul ezüst hullámpólyával vágott, háromszögű pajzs, alsó mezője kék, felső vörös mezejében ezüst, alul öt, felül három kapujú borona szerkezetű vár emelkedik, amelyben jobbra fordult aranysárkány áll. A pajzson háromágú arany lombkorona, a pajzsot alul a falunévvel ellátott aranyszalag övezi.

## Közélete

### Polgármesterei
- 1990–1994: Rácz László (független)[8]
- 1994–1998: Fokiné Rácz Ilona (független)[9]
- 1998–2002: Fokiné Rácz Ilona (független)[10]
- 2002–2006: Babos László (független)[11]
- 2006–2010: Babos László (független)[12]
- 2010–2014: Nárai László (független)[13]
- 2014–2018: Nárai László (független)[14]
- 2018–2019: Fodor Béla József (független)[15]
- 2019–2024: Mező Gábor (független)[16]
- 2024– : Mező Gábor (független)[1]

A településen 2018. augusztus 12-én időközi polgármester-választást tartottak, az előző polgármester halála miatt.

## Népesség
A település népességének változása:
| Lakosok száma | 246  | 238  | 233  | 233  | 216  | 205  | 190  | 222  | 227  | 226  |
|               | 2013 | 2014 | 2015 | 2016 | 2017 | 2018 | 2021 | 2022 | 2023 | 2024 |

A 2011-es népszámlálás során a lakosok 88%-a magyarnak, 1,9% németnek, 0,4% cigánynak, 0,4% horvátnak mondta magát (12% nem nyilatkozott; a kettős identitások miatt a végösszeg nagyobb lehet 100%-nál). A vallási megoszlás a következő volt: római katolikus 57,9%, evangélikus 5,6%, református 11,7%, felekezet nélküli 4,9% (19,5% nem nyilatkozott).
2022-ben a lakosság 93,2%-a vallotta magát magyarnak, 2,7% németnek, 0,9% horvátnak, 2,3% egyéb, nem hazai nemzetiségűnek (5,9% nem nyilatkozott; a kettős identitások miatt a végösszeg nagyobb lehet 100%-nál). Vallásuk szerint 57,2% volt római katolikus, 5,9% református, 1,4% evangélikus, 0,9% egyéb katolikus, 4,1% felekezeten kívüli (30,6% nem válaszolt).

## Híres emberek
- Sorkitótfaluban született 1882. január 1-jén Adorján János gépészmérnök, a magyar repülés úttörője. Magyarországon először készített repülőgépet, mellyel 1909-ben több sikeres felszállást végzett.
- Foki Veronika színésznő 1986-ban született Szombathelyen, de gyermekkorát ebben a községben töltötte, rendszeresen látogatja itt élő családját.